# Den artonde november
Den artonde november är en låt på skivan När kommer dagen från 1977 av Ann Sofi Nilsson. Texten är skriven av Brendan Behan, översättningen till svenska gjord av Ingemar Rhedin och musiken av Mikis Theodorakis.